# Efficiency Edgar's Courtship
Efficiency Edgar's Courtship è un film muto del 1917 diretto da Lawrence C. Windom e prodotto dalla Essanay di Chicago. La sceneggiatura si basa sull'omonimo racconto di Clarence Budington Kelland, pubblicato su The Saturday Evening Post il 1º luglio 1916.

## Trama
Edgar Bumpus è un giovanotto metodico e risoluto sia nel lavoro che negli affari di cuore. Considerando che l'efficienza lo ha portato ad avere successo in carriera, decide di usare la stessa strategia per conquistare l'amata Mary Pierce, tempestandola di quotidiane attenzioni: dolcetti il martedì e il venerdì, fiori negli altri giorni della settimana. Vedendo poi che Wimple, il suo rivale, suona la chitarra, Edgar decide di imparare a suonare anche lui qualche strumento. Opta per il sassofono, con grande sconforto del signor Pierce, il padre di Mary, che, oltremodo infastidito da quel musicista alle prime armi, gli chiude la porta in faccia, proibendogli tassativamente di continuare a far visita alla figlia. Ma Edgar non si lascia scoraggiare. La sua determinazione alla fine ha la meglio: riesce a far firmare a Mary un documento che la impegna a sposarlo o altrimenti, in caso contrario, dovrà pagare una salata penale di diecimila dollari. Il signor Pierce, messo alle strette, non può far altro che autorizzare quel matrimonio ma pone anche lui una condizione irrinunciabile, quella che il suo futuro genero la finisca di strapazzare il sassofono.

## Produzione
Il film fu prodotto dalla Essanay Film Manufacturing Company.

## Distribuzione
Il copyright del film, richiesto dalla Essanay Film Mfg. Co., fu registrato il 25 agosto 1917 con il numero LP11302.
Distribuito dalla K-E-S-E Service, il film - presentato da George K. Spoor - uscì nelle sale cinematografiche statunitensi il 3 settembre 1917. Ne fu curata una riedizione che fu distribuita nel 1919 dalla Victor Kremer Film Features.
Non si conoscono copie ancora esistenti della pellicola che viene considerata presumibilmente perduta.